# Phase
Phase é uma banda grega de rock alternativo formada no verão de 2003. 

## História
Os Phase formaram-se a Lárissa em 2003 e ganharam funcionalidade com actuações e gravações somente depois 2008.
A música e a letra da banda são caracterizadas como uma viagem esotérica e espiritual, e os temas descritos em palavras nasceram da realidade social bem como da psicologia da massa e as suas respectivas avaliações sobre a condição humana . 

## Integrantes

### Membros atuais
- Thanos Grigoriou - vocais, guitarra
- Vasilis Liapis - guitarra, teclado
- Damos Harharidis - baixo
- Marios Papakostas - bateria

### Membros anteriores
- Duncan Patterson - teclado até In Consequence

## Discografia

### Álbuns de estúdio
- In Consequence (2010)

### Singles e EPs
- Perdition (2010) released under Microsoft's Playlist 7